# Sverre Mack
Sverre Mack, född 25 maj 1887 i Tromsø, död 14 november 1974 i Fredrikstad, var en norsk målare.
Han var son till byggmästaren Theodor Christian Holst Mack och Ragnhild Magdalene With. Han studerade konst vid  Statens Kunstakademi i Kristiania 1911–1912 samt vid olika målarskolor i Paris. Under perioden 1915-1919 var han bosatt i Seattle och blev där anlitad att utföra utsmyckningen av Norway Hall i Seattle. Efter att han återvänt till Norge debuterade i Statens Kunstutstilling 1922 och medverkade där några gånger fram till 1932 och han var representerad i Nord-norske kunstutstilling som visades 1960.  Separat ställde han ut i Oslo och Tromsø. Till hans offentliga arbeten hör den stora altartavlan för Masi kapell i Finnmark samt dekorationsmålningar i Tromsø. Hans konst består till stor del av naturrealistiska landskapsbilder med motiv från Tromsø och Fredrikstad.